# Alte Kirche Årdal
Die Alte Kirche Årdal (norwegisch Årdal gamle kirke) ist eine norwegische Renaissancekirche.
Die Kirche liegt in Årdal in der Kommune Hjelmeland, Provinz Rogaland in Norwegen. Sie ist ein wichtiger Renaissancekirchenbau aus Holz im Vestlandet. Sie wurde in drei Etappen gebaut und 1620 fertiggestellt.
Die Kirche hat 250 Sitzplätze. Das Innere ist mit einer reichhaltig gemalten Dekoration ausgestattet. Vorrangig sind die typischen norwegischen Rosenmalereien zu sehen. Die Kanzel und die Altartafel wurden vom Kirchenmaler Gottfried Hendtzschel gemalt. In den vorderen Bänken sind noch heute die Namen der reichen Familien der Gegend eingeschnitzt. Das nicht so wohlhabende Volk saß auf den hinteren Bänken.
1919 wurde in Årdal eine Neue Kirche errichtet. Die alte Kirche blieb aber erhalten und steht unter Denkmalschutz. Vor allem im Sommer wird sie bis heute genutzt.

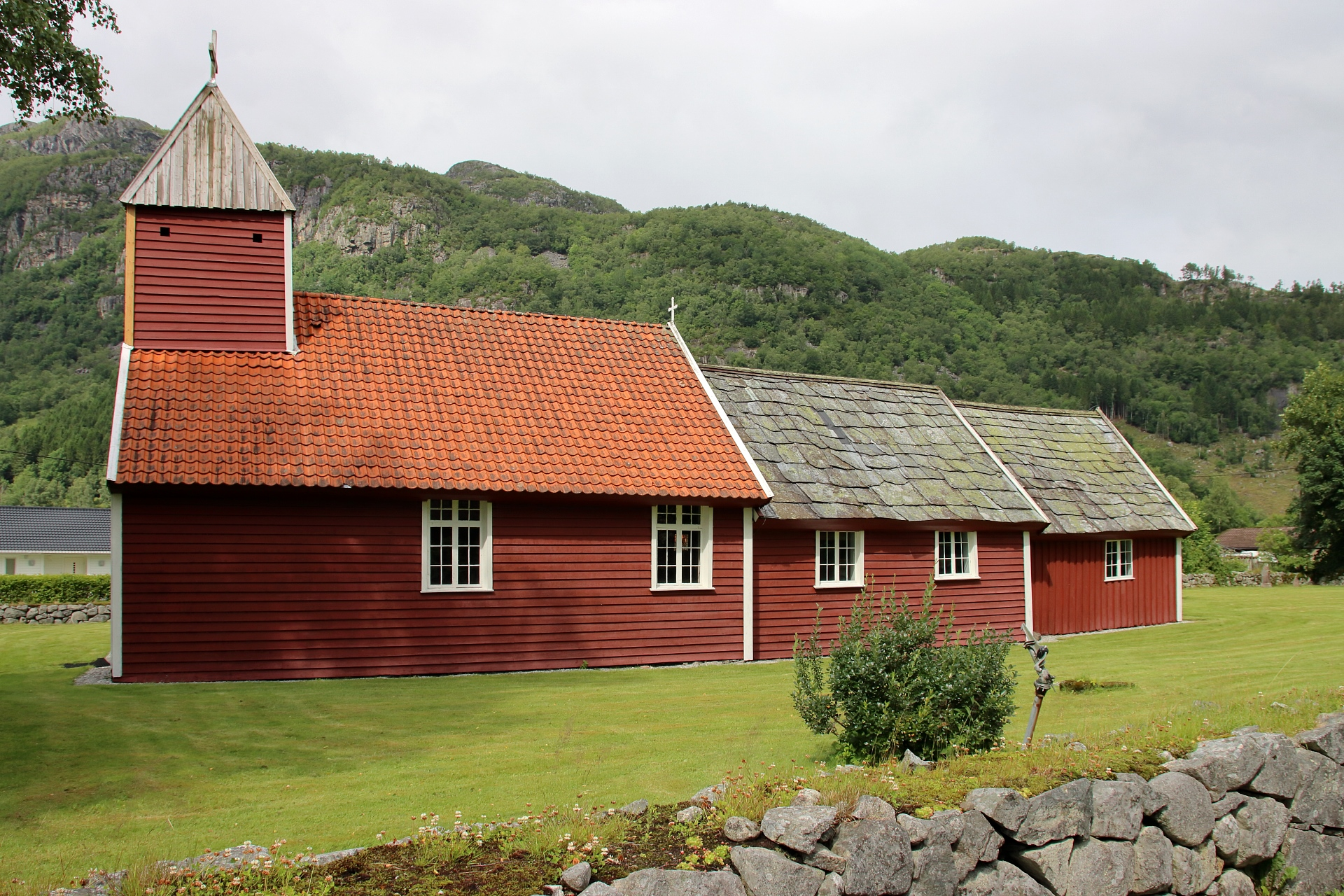
Alte Kirche Årdal
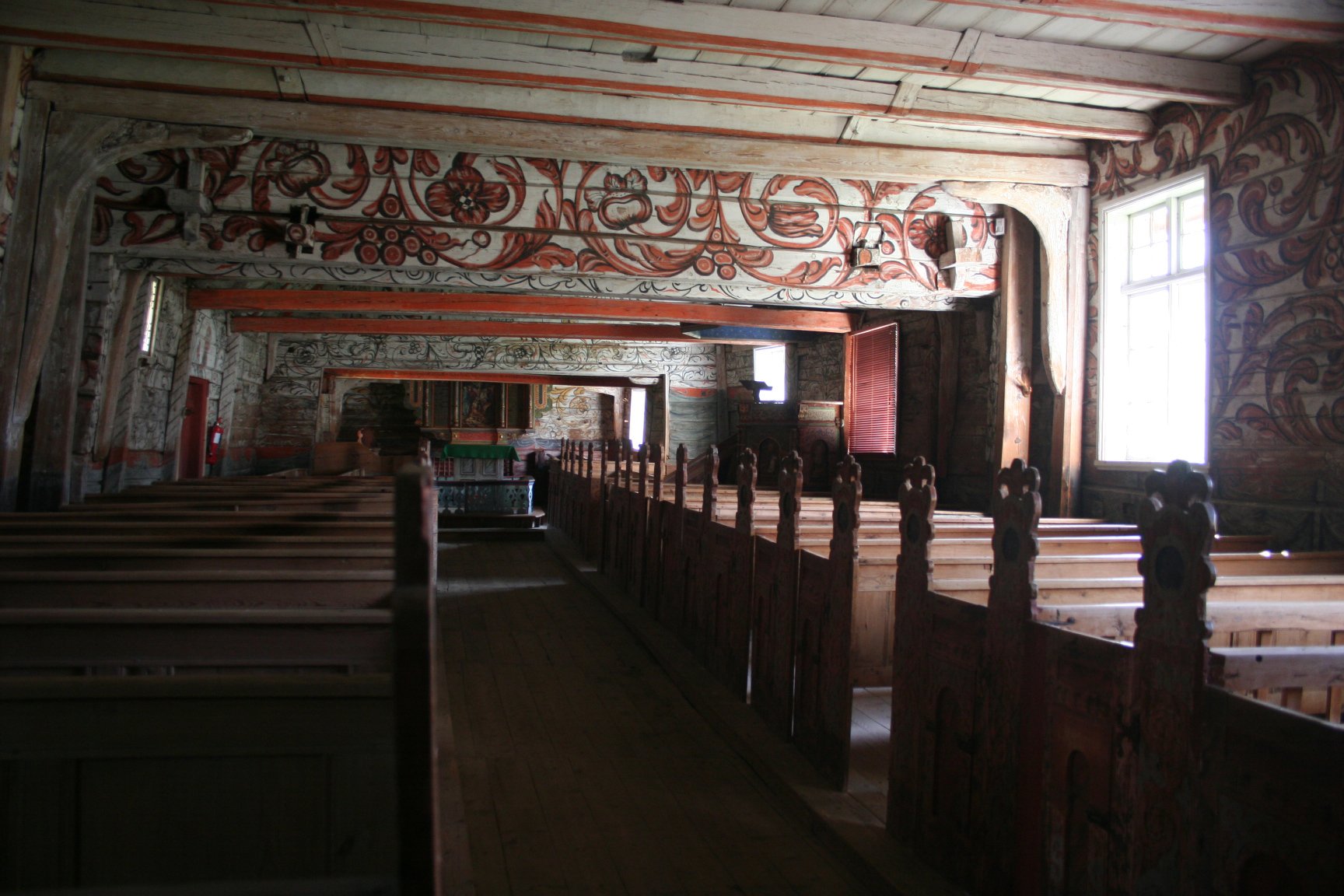
Innenraum
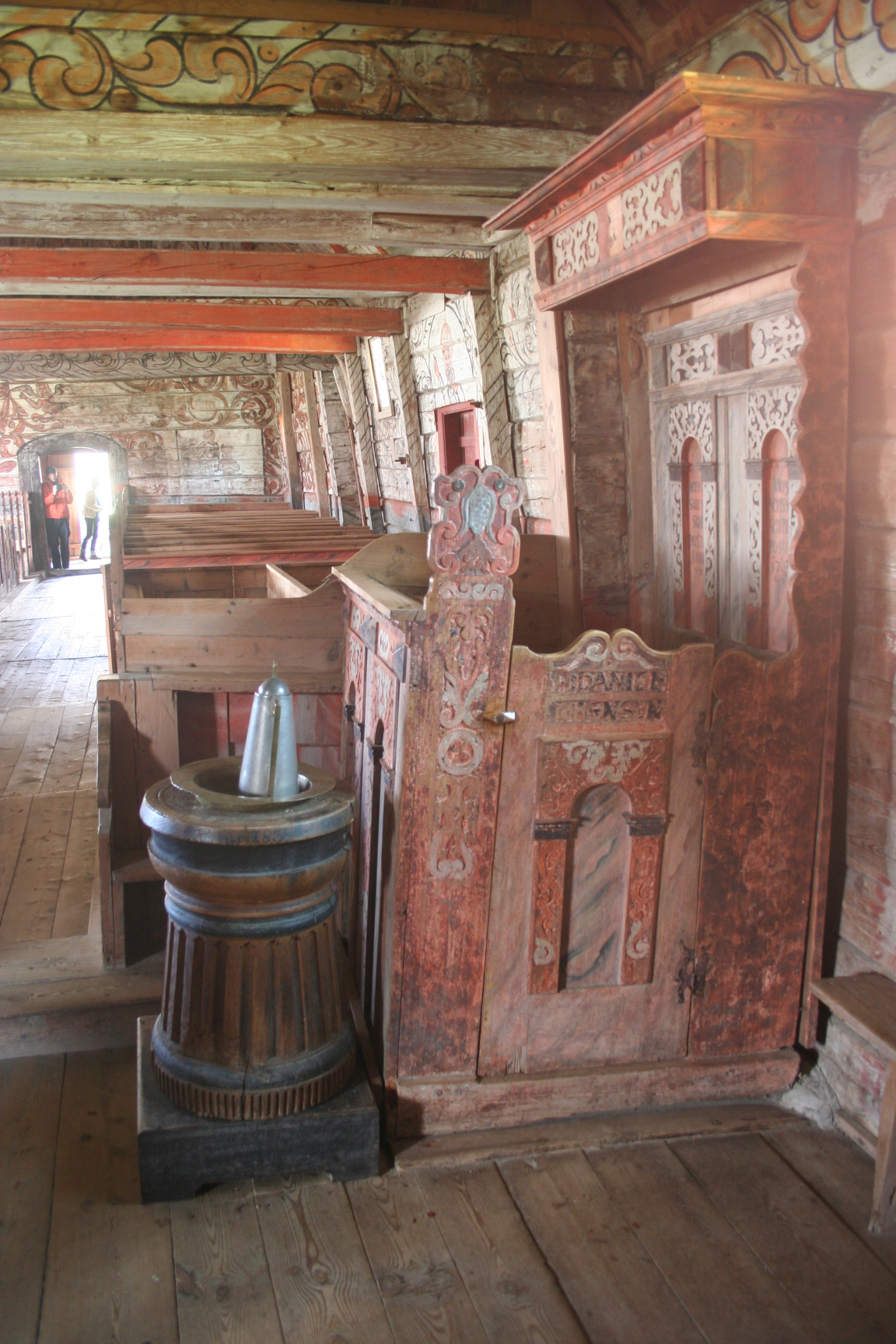
Taufbecken
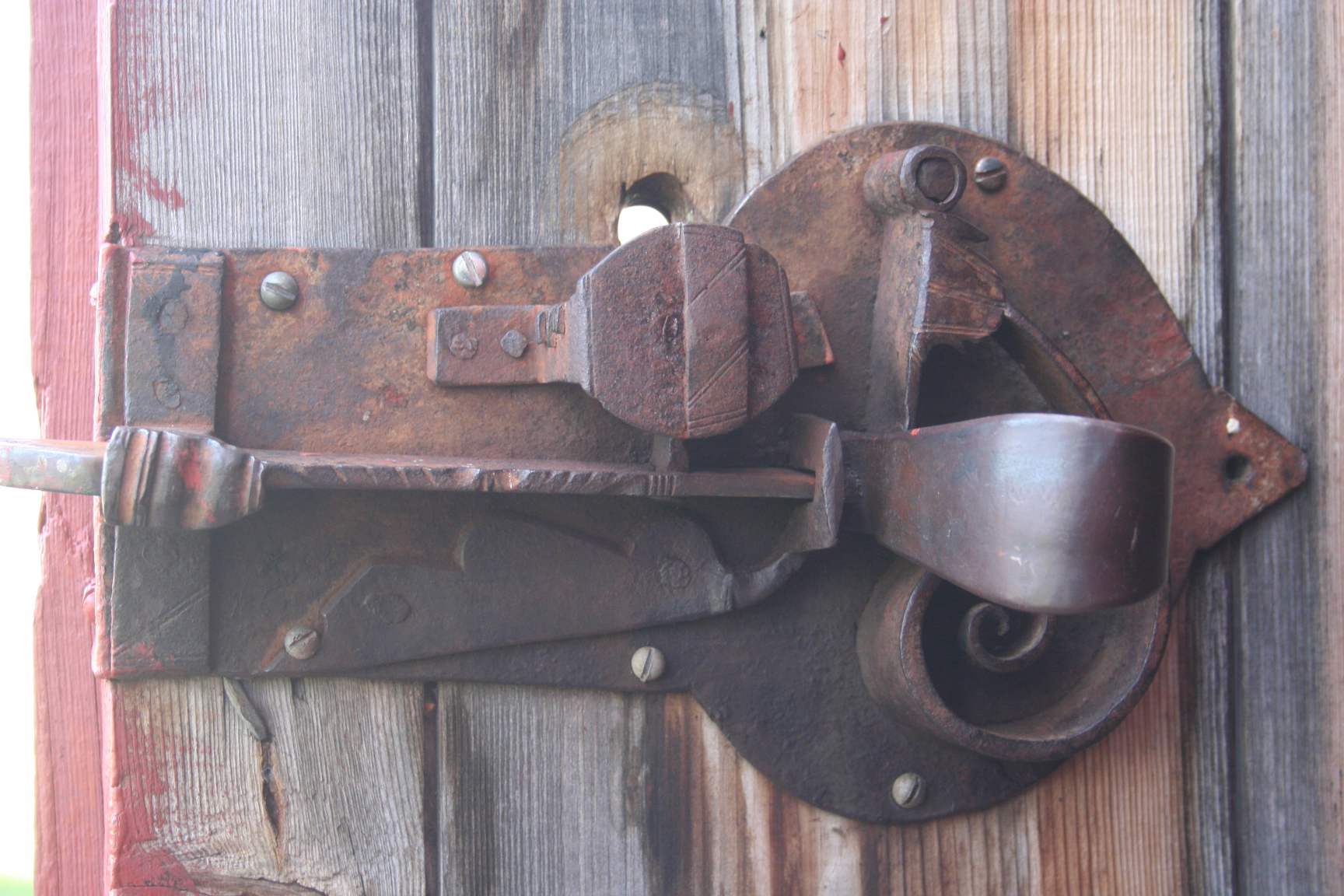
Türschloss
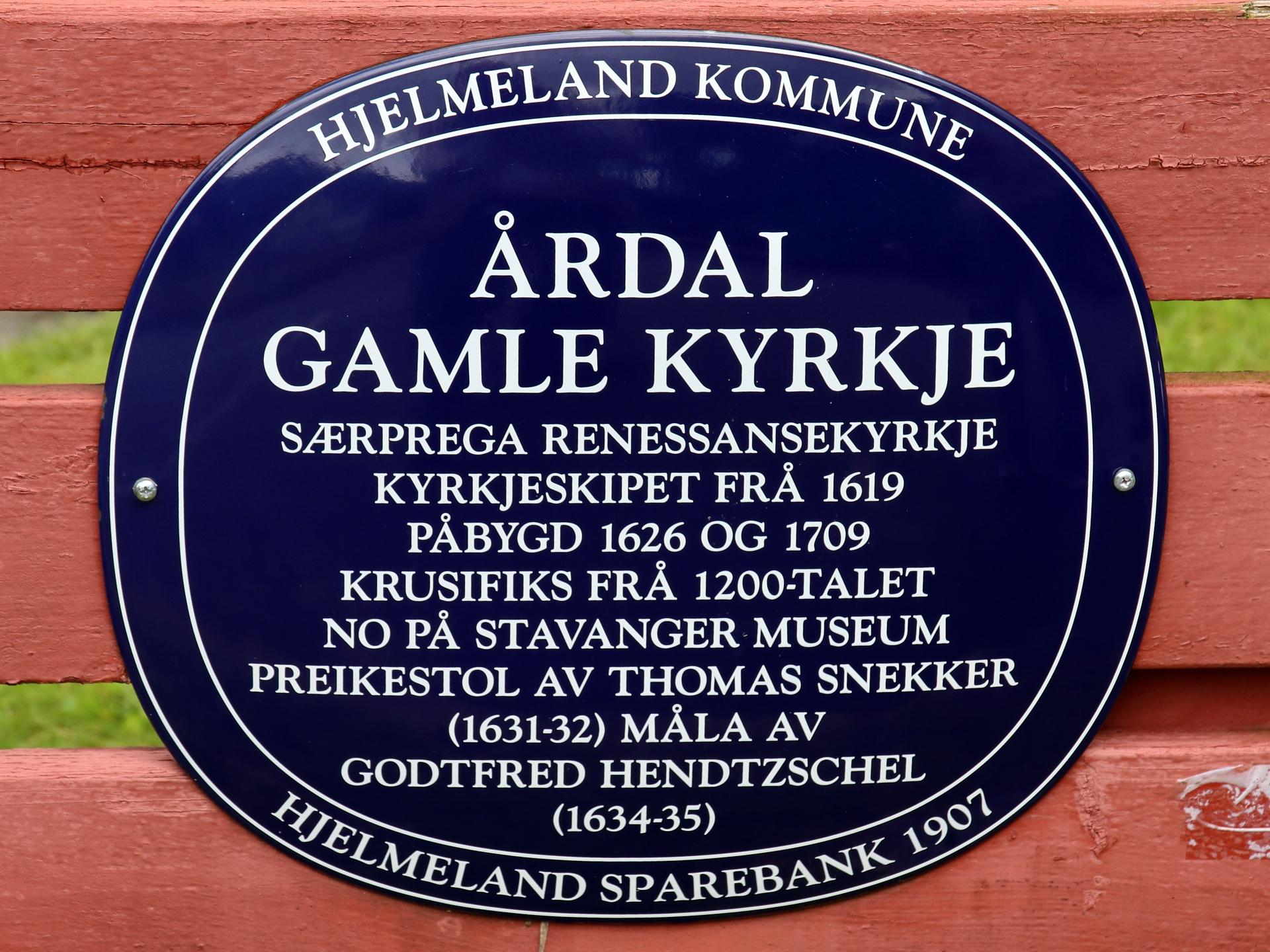
Alte Kirche Årdal, Infoschild